# Atlantide Pallavolo Brescia 2023-2024
Questa voce raccoglie le informazioni riguardanti l'Atlantide Pallavolo Brescia nelle competizioni ufficiali della stagione 2023-2024.

## Stagione
Nella stagione 2023-24 l'Atlantide Pallavolo Brescia assume la denominazione sponsorizzata di Consoli Sferc Brescia.
Partecipa per la decima volta al campionato di Serie A2 classificandosi sesta al termine della regular season: la posizione le permette di accedere ai play-off promozione, dove viene eliminata ai quarti di finale dall'Emma Villas.
La posizione in regular season consente al club di accedere anche alla Coppa Italia di Serie A2, dove conquista il primo trofeo della sua storia, superando in finale la Porto Robur Costa.
Quale vincitrice della Coppa Italia, disputa la Supercoppa italiana di categoria bissando il successo con la vittoria sulla M&G.

## Organigramma societario
Area direttiva
- Presidente: Giovanni Ieraci
- Presidente onorario: Stefano Consoli
- Vicepresidente: Gianlorenzo Bonisoli
- Direttore sportivo: Sergio Aquino
- Team Manager: Sergio Aquino
- Segreteria generale: Andrea Gatelli
- Amministrazione: Silvia Zambonardi

Area tecnica
- Allenatore: Roberto Zambonardi
- Allenatore in seconda: Paolo Iervolino
- Assistente allenatore: Aitor Barreros Casado, Alessandro Bergoli, Domenico Iervolino
- Scout Man: Pierpaolo Zamboni
- Responsabile settore giovanile: Roberto Zambonardi

Area comunicazione
- Relazioni esterne: Alessandro Massini Innocenti
- Comunicazione e ufficio stampa: Cinzia Giordano Lanza
- Ambassador: Alberto Cisolla
- Social Media Manager: Cinzia Giordano Lanza
- Speaker: Andrea Anguissola
- Telecronista: Claudio Chiari
- Fotografo ufficiale: Giuseppe Zanardelli

Area marketing
- Responsabile marketing & comunicazione: Claudio Chiari

Area sanitaria
- Medico sociale: Pierfrancesco Bettinsoli
- Preparatore atletico: Daniel Perez Lopez
- Fisioterapista: Simone Cinelli
- Osteopata: Noemi Mazza

## Rosa
| N° | Nome                  | Ruolo | Data di nascita   | Nazionalità sportiva |
| -- | --------------------- | ----- | ----------------- | -------------------- |
| 1  | Alex Erati            | C     | 24 giugno 1994    | Italia               |
| 2  | Mattia Braghini       | L     | 27 aprile 2004    | Italia               |
| 4  | Tommaso Sarzi Sartori | S     | 4 settembre 2004  | Italia               |
| 5  | Simone Tiberti        | P     | 13 settembre 1980 | Italia               |
| 6  | Andrea Bettinzoli     | S     | 15 luglio 2003    | Italia               |
| 7  | Stefano Ferri         | O     | 2 settembre 2000  | Italia               |
| 8  | Roberto Cominetti     | S     | 20 aprile 1997    | Italia               |
| 9  | Dhieu Malual          | C     | 14 agosto 1999    | Italia               |
| 10 | Andrea Franzoni       | L     | 7 maggio 1989     | Italia               |
| 11 | Pietro Ghirardi       | P     | 4 gennaio 2005    | Italia               |
| 12 | Nicola Candeli        | C     | 14 luglio 1993    | Italia               |
| 13 | Niels Klapwijk        | O     | 19 settembre 1985 | Paesi Bassi          |
| 15 | Dane Mijatovič        | C     | 5 febbraio 1992   | Slovenia             |
| 16 | Lorenzo Pellegri      | P     | 6 ottobre 2004    | Italia               |
| 17 | Abrahan Alfonso       | S     | 23 febbraio 1995  | Cuba                 |
| 18 | Nicola Pesaresi       | L     | 11 febbraio 1991  | Italia               |

## Mercato
| Acquisti                               | Acquisti          | Acquisti           | Acquisti   |
| R.                                     | Nome              | da                 | Modalità   |
| -------------------------------------- | ----------------- | ------------------ | ---------- |
| S                                      | Roberto Cominetti | Olimpia Bergamo    | definitivo |
| C                                      | Alex Erati        | Porto Viro         | definitivo |
| O                                      | Stefano Ferri     | Virtus Fano        | definitivo |
| O                                      | Niels Klapwijk    | Projekt Warszawa   | definitivo |
| C                                      | Dhieu Malual      | Olimpia Zanè       | definitivo |
| Trasferimenti nel corso della stagione |                   |                    |            |
| L                                      | Nicola Pesaresi   | Powervolley Milano | definitivo |

| Cessioni                               | Cessioni           | Cessioni             | Cessioni   |
| R.                                     | Nome               | a                    | Modalità   |
| -------------------------------------- | ------------------ | -------------------- | ---------- |
| O                                      | Fabio Bisi         | Belluno              | definitivo |
| C                                      | Davide Esposito    | La Bollente          | definitivo |
| S                                      | Andrea Galliani    | Libertas Brianza     | definitivo |
| S                                      | Riccardo Gatto     | Lupi Santa Croce     | definitivo |
| P                                      | Lorenzo Giani      | Cisterna             | definitivo |
| S                                      | Gianluca Loglisci  | Pineto               | definitivo |
| O                                      | Jacub Petras       | Ried                 | definitivo |
| L                                      | Francesco Rizzetti | Villanuova sul Clisi | definitivo |
| S                                      | Gianluca Togni     | ?                    | ?          |
| Trasferimenti nel corso della stagione |                    |                      |            |
| C                                      | Dhieu Malual       | -                    | svincolato |

## Risultati

### Serie A2

#### Girone di andata
| 1ª Giornata - 15 ottobre 2023 PalaSanFilippo, Brescia                 | Atlantide Brescia | 3 - 1 | New Mater         | 25-16, 14-25, 27-25, 25-20        |
| 2ª Giornata - 22 ottobre 2023 Pala Santa Maria, Pineto                | Pineto            | 3 - 2 | Atlantide Brescia | 30-32, 25-17, 21-25, 25-22, 15-12 |
| 3ª Giornata - 29 ottobre 2023 Palazzetto dello Sport, Porto Viro      | Porto Viro        | 2 - 3 | Atlantide Brescia | 25-23, 25-21, 18-25, 14-25, 12-15 |
| 4ª Giornata - 1º novembre 2023 PalaSanFilippo, Brescia                | Atlantide Brescia | 3 - 2 | Cuneo             | 25-17, 25-19, 23-25, 20-25, 19-17 |
| 5ª Giornata - 5 novembre 2023 PalaDeAndré, Ravenna                    | Porto Robur Costa | 0 - 3 | Atlantide Brescia | 18-25, 21-25, 18-25               |
| 6ª Giornata - 12 novembre 2023 PalaSanFilippo, Brescia                | Atlantide Brescia | 2 - 3 | Emma Villas       | 26-24, 23-25, 25-22, 19-25, 10-15 |
| 7ª Giornata - 19 novembre 2023 Palasport Grottazzolina, Grottazzolina | M&G               | 3 - 1 | Atlantide Brescia | 25-22, 25-18, 23-25, 27-25        |
| 8ª Giornata - 26 novembre 2023 PalaSanFilippo, Brescia                | Atlantide Brescia | 3 - 0 | Impavida Ortona   | 25-14, 27-25, 25-14               |
| 9ª Giornata - 2 dicembre 2023 PalaCrisafulli, Pordenone               | Prata             | 3 - 0 | Atlantide Brescia | 25-22, 25-23, 25-18               |
| 10ª Giornata - 7 dicembre 2023 PalaSanFilippo, Brescia                | Atlantide Brescia | 3 - 2 | Libertas Brianza  | 25-20, 22-25, 25-14, 19-25, 15-10 |
| 11ª Giornata - 10 dicembre 2023 PalaParenti, Santa Croce sull'Arno    | Lupi Santa Croce  | 3 - 0 | Atlantide Brescia | 25-22, 25-19, 25-14               |
| 12ª Giornata - 17 dicembre 2023 PalaJacazzi, Aversa                   | Virtus Aversa     | 3 - 2 | Atlantide Brescia | 28-26, 25-22, 15-25, 21-25, 15-9  |
| 13ª Giornata - 26 dicembre 2023 PalaSanFilippo, Brescia               | Atlantide Brescia | 3 - 1 | Tricolore         | 25-19, 23-25, 25-20, 25-23        |

#### Girone di ritorno
| 14ª Giornata - 30 dicembre 2023 PalaGrotte, Castellana Grotte     | New Mater         | 1 - 3 | Atlantide Brescia | 22-25, 25-22, 18-25, 22-25        |
| 15ª Giornata - 6 gennaio 2024 PalaSanFilippo, Brescia             | Atlantide Brescia | 3 - 2 | Pineto            | 12-25, 25-16, 22-25, 25-16, 15-10 |
| 16ª Giornata - 14 gennaio 2024 PalaSanFilippo, Brescia            | Atlantide Brescia | 3 - 1 | Porto Viro        | 25-17, 22-25, 25-17, 25-20        |
| 17ª Giornata - 20 gennaio 2024 PalaCastagnaretta, Cuneo           | Cuneo             | 3 - 2 | Atlantide Brescia | 21-25, 17-25, 25-21, 25-20, 20-18 |
| 18ª Giornata - 28 gennaio 2024 PalaSanFilippo, Brescia            | Atlantide Brescia | 2 - 3 | Porto Robur Costa | 25-21, 21-25, 21-25, 27-25, 13-15 |
| 19ª Giornata - 4 febbraio 2024 PalaMensSana, Siena                | Emma Villas       | 2 - 3 | Atlantide Brescia | 18-25, 25-18, 25-20, 23-25, 10-15 |
| 20ª Giornata - 11 febbraio 2024 PalaSanFilippo, Brescia           | Atlantide Brescia | 2 - 3 | M&G               | 25-21, 25-18, 23-25, 20-25, 11-15 |
| 21ª Giornata - 18 febbraio 2024 Palasport Comunale, Ortona        | Impavida Ortona   | 0 - 3 | Atlantide Brescia | 16-25, 21-25, 18-25               |
| 22ª Giornata - 25 febbraio 2024 PalaSanFilippo, Brescia           | Atlantide Brescia | 3 - 1 | Prata             | 26-28, 25-20, 25-23, 25-21        |
| 23ª Giornata - 3 marzo 2024 PalaFrancescucci, Casnate con Bernate | Libertas Brianza  | 3 - 1 | Atlantide Brescia | 25-23, 25-18, 23-25, 25-23        |
| 24ª Giornata - 10 marzo 2024 PalaSanFilippo, Brescia              | Atlantide Brescia | 3 - 2 | Lupi Santa Croce  | 20-25, 25-23, 25-23, 26-28, 15-8  |
| 25ª Giornata - 17 marzo 2024 PalaSanFilippo, Brescia              | Atlantide Brescia | 2 - 3 | Virtus Aversa     | 25-22, 22-25, 17-25, 25-22, 12-15 |
| 26ª Giornata - 24 marzo 2024 PalaBigi, Reggio nell'Emilia         | Tricolore         | 3 - 1 | Atlantide Brescia | 19-25, 25-15, 25-21, 25-22        |

#### Play-off promozione
| Gara 1 Quarti - 27 marzo 2024 PalaMensSana, Siena      | Emma Villas       | 3 - 1 | Atlantide Brescia | 25-20, 21-25, 25-19, 25-15        |
| Gara 2 Quarti - 1º aprile 2024 PalaSanFilippo, Brescia | Atlantide Brescia | 2 - 3 | Emma Villas       | 23-25, 16-25, 25-21, 25-15, 14-16 |

### Coppa Italia di Serie A2
| Gara 1 Ottavi di finale - 14 aprile 2024 PalaSanFilippo, Brescia      | Atlantide Brescia | 3 - 0 | Tricolore         | 25-18, 25-23, 25-17               |
| Gara 2 Ottavi di finale - 21 aprile 2024 PalaBigi, Reggio nell'Emilia | Tricolore         | 3 - 1 | Atlantide Brescia | 24-26, 25-23, 25-22, 25-20        |
| Gara 3 Ottavi di finale - 28 aprile 2024 PalaSanFilippo, Brescia      | Atlantide Brescia | 3 - 1 | Tricolore         | 25-15, 25-18, 22-25, 25-21        |
| Andata Quarti di finale - 1º maggio 2024 PalaSanFilippo, Brescia      | Atlantide Brescia | 3 - 2 | Emma Villas       | 25-18, 21-25, 25-22, 19-25, 15-10 |
| Ritorno Quarti di finale - 5 maggio 2024 PalaMensSana, Siena          | Emma Villas       | 1 - 3 | Atlantide Brescia | 18-25, 22-25, 25-19, 21-25        |
| Semifinale - 11 maggio 2024 PalaCastagnaretta, Cuneo                  | Atlantide Brescia | 3 - 1 | Porto Viro        | 25-20, 15-25, 27-25, 25-19        |
| Finale - 12 maggio 2024 PalaCastagnaretta, Cuneo                      | Porto Robur Costa | 0 - 3 | Atlantide Brescia | 23-25, 20-25, 18-25               |

### Supercoppa italiana di Serie A2
| Gara Unica - 19 maggio 2024 Palasport Grottazzolina, Grottazzolina | M&G | 1 - 3 | Atlantide Brescia | 20-25, 25-20, 25-27, 19-25 |

## Statistiche

### Statistiche di squadra
| Competizione                    | Punti | In casa | In casa | In casa | In trasferta | In trasferta | In trasferta | Totale | Totale | Totale |
| Competizione                    | Punti | G       | V       | P       | G            | V            | P            | G      | V      | P      |
| ------------------------------- | ----- | ------- | ------- | ------- | ------------ | ------------ | ------------ | ------ | ------ | ------ |
| Serie A2                        | 43    | 14      | 9       | 5       | 14           | 5            | 9            | 28     | 14     | 14     |
| Coppa Italia di Serie A2        |       | 3       | 3       | 0       | 2            | 1            | 1            | 7      | 6      | 1      |
| Supercoppa italiana di Serie A2 |       | -       | -       | -       | -            | -            | -            | 1      | 1      | 0      |
| Totale                          | -     | 17      | 12      | 5       | 16           | 6            | 10           | 36     | 21     | 15     |

G = partite giocate; V = partite vinte; P = partite perse 

### Statistiche dei giocatori
| Giocatore        | Serie A2 | Serie A2 | Serie A2 | Serie A2 | Serie A2 | Coppa Italia di Serie A2 | Coppa Italia di Serie A2 | Coppa Italia di Serie A2 | Coppa Italia di Serie A2 | Coppa Italia di Serie A2 | Supercoppa italiana di Serie A2 | Supercoppa italiana di Serie A2 | Supercoppa italiana di Serie A2 | Supercoppa italiana di Serie A2 | Supercoppa italiana di Serie A2 | Totale | Totale | Totale | Totale | Totale |
| Giocatore        | P        | PT       | AV       | MV       | BV       | P                        | PT                       | AV                       | MV                       | BV                       | P                               | PT                              | AV                              | MV                              | BV                              | P      | PT     | AV     | MV     | BV     |
| ---------------- | -------- | -------- | -------- | -------- | -------- | ------------------------ | ------------------------ | ------------------------ | ------------------------ | ------------------------ | ------------------------------- | ------------------------------- | ------------------------------- | ------------------------------- | ------------------------------- | ------ | ------ | ------ | ------ | ------ |
| A. Bettinzoli    | 3        | 3        | 1        | 1        | 1        | 0                        | 0                        | 0                        | 0                        | 0                        | 0                               | 0                               | 0                               | 0                               | 0                               | 3      | 3      | 1      | 1      | 1      |
| M. Braghini      | 7        | 1        | 0        | 0        | 1        | 0                        | 0                        | 0                        | 0                        | 0                        | 0                               | 0                               | 0                               | 0                               | 0                               | 7      | 1      | 0      | 0      | 1      |
| N. Candeli       | 28       | 226      | 171      | 38       | 17       | 7                        | 62                       | 47                       | 11                       | 4                        | 1                               | 6                               | 4                               | 2                               | 0                               | 36     | 294    | 222    | 51     | 21     |
| R. Cominetti     | 27       | 383      | 317      | 23       | 43       | 7                        | 77                       | 60                       | 6                        | 11                       | 1                               | 14                              | 13                              | 0                               | 1                               | 35     | 474    | 390    | 29     | 55     |
| A. Erati         | 28       | 228      | 140      | 79       | 9        | 7                        | 58                       | 32                       | 24                       | 2                        | 1                               | 8                               | 3                               | 5                               | 0                               | 36     | 294    | 175    | 108    | 11     |
| S. Ferri         | 28       | 86       | 64       | 15       | 7        | 7                        | 9                        | 5                        | 4                        | 0                        | 1                               | 0                               | 0                               | 0                               | 0                               | 36     | 95     | 69     | 19     | 7      |
| A. Franzoni      | 26       | 3        | 3        | 0        | 0        | 7                        | 0                        | 0                        | 0                        | 0                        | 1                               | 0                               | 0                               | 0                               | 0                               | 34     | 3      | 3      | 0      | 0      |
| A. Alfonso       | 28       | 422      | 361      | 37       | 24       | 7                        | 110                      | 95                       | 9                        | 6                        | 1                               | 22                              | 19                              | 0                               | 3                               | 36     | 554    | 475    | 46     | 33     |
| P. Ghirardi      | 6        | 0        | 0        | 0        | 0        | 2                        | 0                        | 0                        | 0                        | 0                        | 0                               | 0                               | 0                               | 0                               | 0                               | 8      | 0      | 0      | 0      | 0      |
| N. Klapwijk      | 27       | 544      | 455      | 42       | 47       | 7                        | 133                      | 111                      | 12                       | 10                       | 1                               | 19                              | 18                              | 1                               | 0                               | 35     | 696    | 584    | 55     | 57     |
| D. Malual        | 4        | 1        | 1        | 0        | 0        | -                        | -                        | -                        | -                        | -                        | -                               | -                               | -                               | -                               | -                               | 4      | 1      | 1      | 0      | 0      |
| D. Mijatovič     | 8        | 8        | 4        | 2        | 2        | 4                        | 0                        | 0                        | 0                        | 0                        | -                               | -                               | -                               | -                               | -                               | 12     | 8      | 4      | 2      | 2      |
| L. Pellegri      | 0        | 0        | 0        | 0        | 0        | -                        | -                        | -                        | -                        | -                        | -                               | -                               | -                               | -                               | -                               | 0      | 0      | 0      | 0      | 0      |
| N. Pesaresi      | 15       | 0        | 0        | 0        | 0        | 7                        | 0                        | 0                        | 0                        | 0                        | 1                               | 0                               | 0                               | 0                               | 0                               | 23     | 0      | 0      | 0      | 0      |
| T. Sarzi Sartori | 21       | 10       | 5        | 1        | 4        | 4                        | 0                        | 0                        | 0                        | 0                        | 1                               | 0                               | 0                               | 0                               | 0                               | 26     | 10     | 5      | 1      | 4      |
| S. Tiberti       | 28       | 41       | 11       | 16       | 14       | 7                        | 6                        | 2                        | 2                        | 2                        | 1                               | 2                               | 1                               | 0                               | 1                               | 36     | 49     | 14     | 18     | 17     |

P = presenze; PT = punti totali; AV = attacchi vincenti; MV = muri vincenti; BV = battute vincenti